# Mark-54-Torpedo
Der Mark-54-MAKO-Torpedo ist eine amerikanische Entwicklung eines leichten Torpedos für die U-Jagd von Schiffen, Hubschraubern und Flugzeugen.
In dieser Waffe werden die Zielerfassungs- und Datenverarbeitungseinheiten des Mark-50-Torpedos mit dem Antrieb des Mark-46-Leichtgewichtstorpedos kombiniert, um verbesserte Fähigkeiten für den Kampf gegen leise dieselelektrisch angetriebene U-Boote in flachen Gewässern zu erhalten.
Die Entwicklung begann im Jahr 2000. Erste Exemplare gelangten 2003 in den Dienst der United States Navy. Die Serienproduktion wurde mit einer ersten Auflage von 24 Stück im Jahr 2004 aufgenommen.
Lockheed Martin hat eine Ausschreibung gewonnen, die Eigenentwicklung „LongShot® Wing Adapter Kit“ (ein GPS-gelenktes Lenkkit für diverse Typen an Luft-Boden-Waffen) an den Mark 54 so anzupassen, dass ein Seefernaufklärer vor dem Angriff auf ein U-Boot nicht erst die übliche Patrouillenflughöhe von etwa 9100 Metern verlassen und den Angriff aus 90 bis 300 Metern Höhe fliegen muss, sondern einen Torpedo aus der Patrouillenflughöhe und aus größerer Entfernung (stand off) einsetzen kann. Dies vermeidet zeitliche Verzögerungen im Angriff.

## Waffenplattformen
Hubschrauber
- Sikorsky MH-60R „Strikehawk“

ASW-Flugzeuge
- Boeing P-8A „Poseidon“
- Lockheed P-3C „Orion“

Kriegsschiffe
Entwicklung für den ASROC-Einsatz noch nicht abgeschlossen